# 星猫フルハウス
星猫フルハウス（ほしねこフルハウス）とは、1989年制作の日本のOVA（オリジナルビデオアニメーション）である。全4巻。原作・脚本・監督は石黒昇。アニメーション制作はアートランド。

## キャスト
- 矢追星太郎：関俊彦
- メイファ・ヤン：植竹久美子（LISP）
- ジョージョ・デドリス：三宮しのぶ（LISP）
- ライラ・ササニット：平田久子（LISP）
- チラク：神谷明
- エテルナ：戸田恵子
- プリンプリン：高田由美
- 星猫：深雪さなえ
- エネルギ庁長官：加藤正之
- ヤン夫人：向殿あさみ
- サバスト・ササニット地球主席：山口健
- ダビッド・ヤン博士：沢木郁也
- デドリス夫人：佐々木優子
- デドリス、ロボットＡ：津久井教生
- 秘書：鈴木勝美
- ギャネット：荘真由美
- おやっさん：辻村真人
- 鈴宮和由（特別出演）

## スタッフ
- 監督・原作・脚本：石黒昇
- 製作：山川紀生、北村篤識
- プロデューサー：林大三郎、室永昭司
- キャラクターデザイン・作画監督：杉光登
- キャラクタースーパーバイザー：美樹本晴彦
- 美術監督：金子英俊
- 撮影監督：鳥越一志（Vol.1、Vol.2）、杉山幸夫（Vol.3、Vol.4）
- 音楽：和田薫
- 音楽プロデューサー：釘崎哲朗、吉田達夫（Vol.3のみ）
- 音響監督：本田保則
- 演出：北川正人
- アニメーション制作：アートランド
- 製作・著作：(株)ウオカーズカンパニー、日本テレビ音楽株式会社

## サブタイトル
1. 「ただいま人類・男一人に美女三人」（1989年6月16日）
2. 「おしゃべりな星猫」（1989年8月25日）
3. 「戦慄の地球はみな裸」（1989年10月25日）
4. 「チラク昇天」（1989年12月21日）

## 主題歌
- オープニング「GALACTIC ECSTASY」 歌：LISP、作詞：石黒昇、作曲・編曲：黒石ひとみ
- エンディング「銀色の河」 歌：LISP、作詞：石黒昇、作曲：MILK、編曲：黒石ひとみ
- 挿入歌「瞳の中へ」 歌：LISP、作詞：石黒昇、作曲：MILK、編曲：黒石ひとみ